# Cristina Fernández de Kirchner

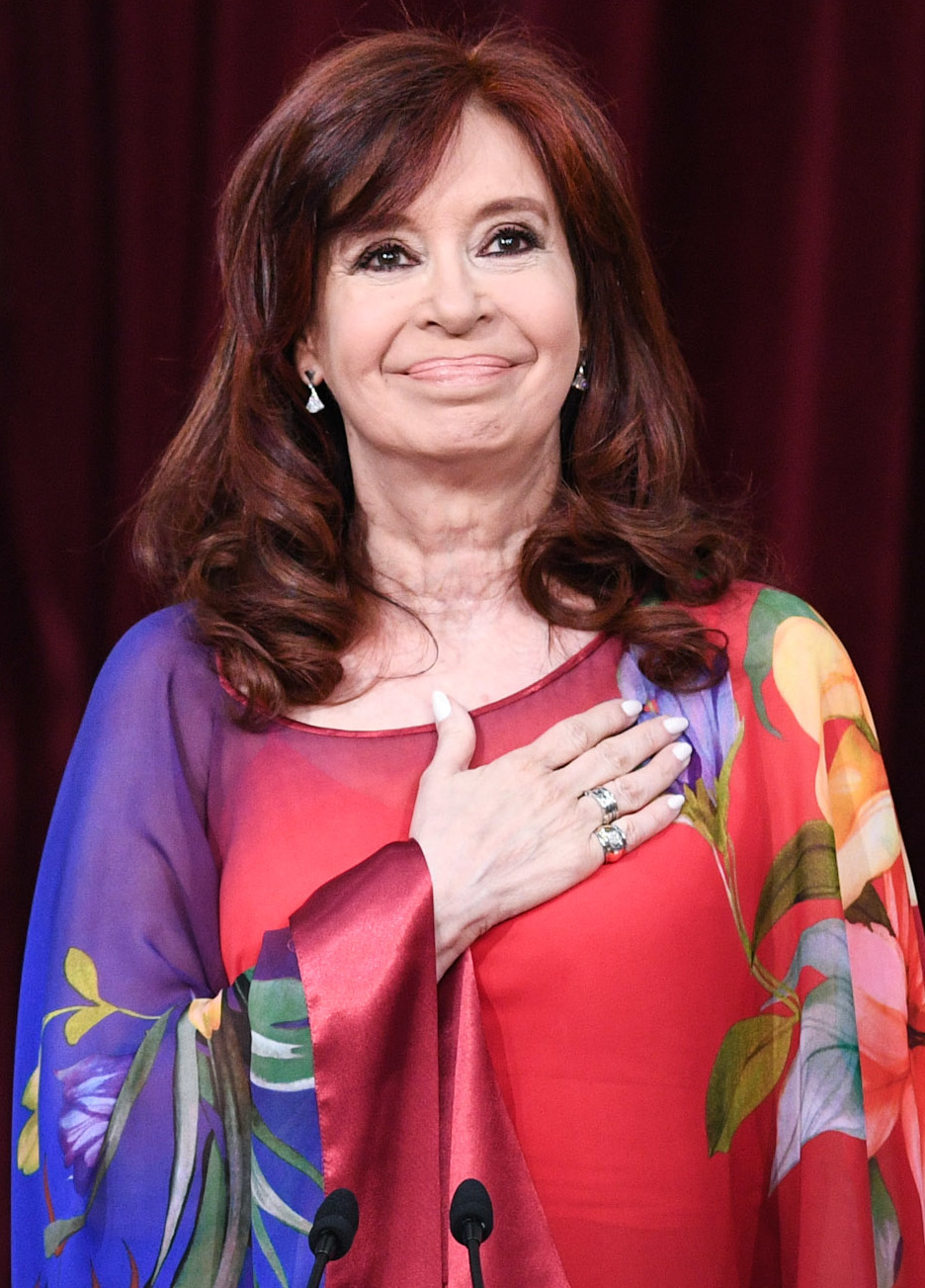
Cristina Fernández de Kirchner (2020)

Cristina Elisabet Fernández de Kirchner ([kɾisˈtina feɾˈnandes ðe ˈkiɾʃneɾ] ⓘ; * 19. Februar 1953 in Ringuelet bei La Plata in der Provinz Buenos Aires) ist eine argentinische peronistische Politikerin und war von 2007 bis 2015 Präsidentin Argentiniens. Sie ist die Witwe ihres direkten Amtsvorgängers Néstor Kirchner. Sie war nach Isabel Martínez de Perón das zweite weibliche Staatsoberhaupt ihres Landes. Zwischen 2017 und 2019 war sie Abgeordnete (Senatorin) im argentinischen Nationalkongress. Nach dem Wahlerfolg ihres Bündnispartners Alberto Fernández bei der Präsidentschaftswahl 2019 bekleidete Cristina Fernández de Kirchner von Dezember 2019 bis Dezember 2023 das Amt der Vizepräsidentin.
Anfang Dezember 2022 wurde sie in einem Korruptionsverfahren in erster Instanz zu sechs Jahren Haft verurteilt und lebenslang für öffentliche Ämter gesperrt. Es war das erste Mal überhaupt, dass ein argentinischer Vizepräsident wegen eines Verbrechens während seiner Amtszeit verurteilt wurde.

## Leben
Cristina Fernández de Kirchner ist die Tochter von Eduardo Fernández und Ofelia Wilhelm und stammt väterlicherseits von spanischen und mütterlicherseits von wolgadeutschen Einwanderern ab.
Die ersten beiden Jahre ihrer Sekundarschulbildung absolvierte sie an der damaligen Handelsschule San Martín (heute Mittelschule 31) von La Plata; die letzten drei an der katholischen Mädchenschule Colegio Nuestra Señora de la Misericordia in derselben Stadt.
Danach studierte Cristina Fernández Rechtswissenschaften an der Universidad Nacional de La Plata. Dort lernte sie Néstor Kirchner kennen, den sie am 9. März 1975 heiratete. Dabei nahm sie seinen Familiennamen an, was dem damaligen argentinischen Recht entsprach. Während der argentinischen Militärdiktatur von 1976 bis 1983 gingen die Kirchners in Río Gallegos ihrer Tätigkeit als Anwälte nach. Sie haben zwei Kinder: Máximo (* 1977, ebenfalls Politiker) und Florencia (* 1990).

## Politische Laufbahn

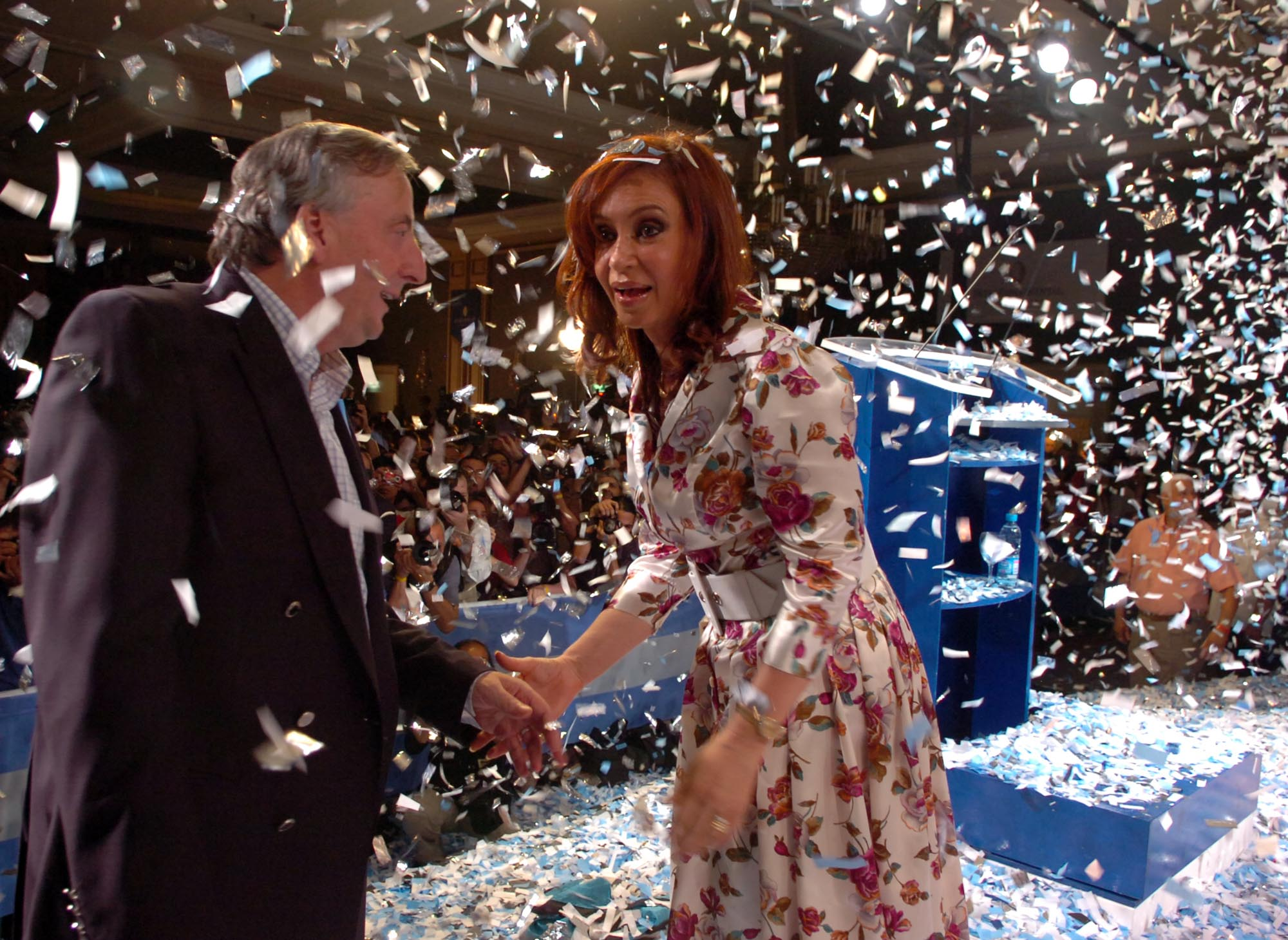
Cristina Fernández de Kirchner mit ihrem Ehemann am 28. Oktober 2007

Kirchner war ab den 1970er Jahren Mitglied der Peronistischen Partei. Nachdem ihr Ehemann Néstor 1987 die Wahl zum Bürgermeister von Río Gallegos gewonnen hatte, wurde auch sie politisch aktiv. In den Jahren 1989 und 1993 gelang ihr der Einzug ins Regionalparlament von Santa Cruz. 1995 vertrat sie Santa Cruz in der Abgeordnetenkammer, zwei Jahre später wurde sie in den Senat, das Oberhaus des Argentinischen Kongresses gewählt. 2001 konnte sie ihren Senatssitz verteidigen.
2003 war Kirchner federführend bei der erfolgreichen Kandidatur ihres Ehemannes für das Amt des Staatspräsidenten. Auch als Primera Dama Argentiniens blieb sie politisch aktiv. 2005 wurde sie zur Senatorin für die Provinz Buenos Aires gewählt. Sie setzte sich mit deutlichem Vorsprung gegen Hilda González de Duhalde, der Ehefrau des ehemaligen Präsidenten Eduardo Duhalde, durch.
Nachdem Néstor Kirchner erklärt hatte, nicht für eine zweite Amtszeit als Präsident anzutreten, wurde eine Kandidatur seiner Ehefrau für die Präsidentschaftswahlen am 28. Oktober 2007 erwartet; am 19. Juli 2007 gab Cristina Kirchner diese vor Parteifreunden in La Plata offiziell bekannt. Sie kündigte einen Paradigmenwechsel und die „Wiedererlangung unseres Selbstwertgefühls, Arbeit und Arbeitsplätze“ an. Schon vor dem Wahlkampfauftakt deuteten Umfragen an, dass sie den ersten Wahlgang gewinnen könnte. Unmittelbar vor der Wahl wurde ein deutlicher Sieg mit einem Vorsprung von bis zu 32 Prozentpunkten auf die aussichtsreichste Oppositionskandidatin Elisa Carrió (von der ARI) prognostiziert.

### Wahl zur Präsidentin
Schon den ersten Wahlgang vom 28. Oktober 2007 konnte Kirchner mit 45,3 % klar für sich entscheiden. Eine Stichwahl war hinfällig, da der Abstand zur zweitplatzierten Elisa Carrió (ARI) etwa 20 % betrug. Nach argentinischem Gesetz gilt ein Kandidat als Sieger in der ersten Runde, wenn er mindestens 45 % oder bei mehr als 40 % einen Abstand von mehr als 10 Prozentpunkten auf den Nächstbesten erreicht.
Das Wahlergebnis war geographisch sehr uneinheitlich. So erreichte Kirchner im Norden des Landes sowie in Patagonien zum Teil Stimmenanteile von mehr als 70 %; Spitzenwerte von 95 % gab es in einigen Distrikten der Provinzen Salta und Santiago del Estero. In den drei größten Städten Buenos Aires, Córdoba – wo sie nur den dritten Platz belegte – und Rosario verlor sie die Wahl dagegen. Stark abweichend war das Ergebnis auch in der Provinz San Luis; dort gewann der Oppositionskandidat Alberto Rodríguez Saá, amtierender Gouverneur dieser Provinz und Bruder des Kurzzeitpräsidenten von 2001, Adolfo Rodríguez Saá, mit mehr als 70 % der Stimmen; in der Gesamtauszählung wurde er jedoch nur Vierter.
In ihrer ersten Ansprache nach der Wahl kündigte Kirchner an, die von ihrem Ehemann eingeschlagene Richtung fortführen zu wollen.

### Erste Amtszeit (2007–2011)

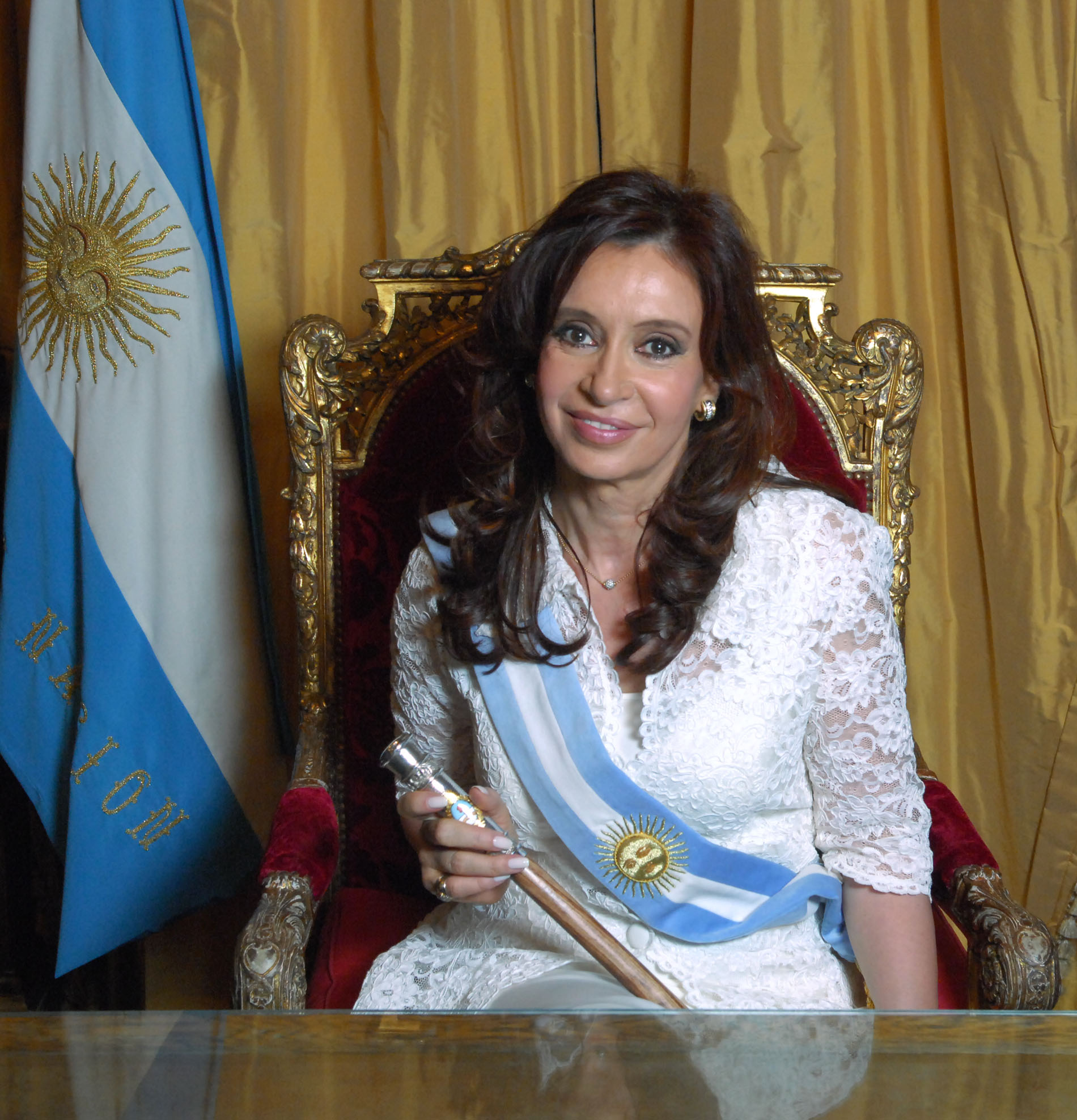
Cristina Fernández de Kirchner (2007)

Nach dem Amtsantritt am 10. Dezember 2007 führte Kirchner die Politik ihres Ehemannes im Sinne der politischen Ideologie des Kirchnerismo fort, besonders in der Wirtschaftspolitik, in der eine importsubstituierende Industrialisierung, unterstützt von zunächst gemäßigt protektionistischen Maßnahmen, angestrebt wurde, und in der Menschenrechtspolitik, in der sie die Aufarbeitung der Verbrechen der Militärdiktatur des Prozesses der Nationalen Reorganisation (1976–1983) weiter vorantrieb.
Ihre erste bemerkenswerte Amtshandlung war die Ankündigung eines Energieplans, um die Versorgungsdefizite insbesondere mit Elektrizität und Erdgas zu bekämpfen. Zum Paket gehörten neben dem Bau von Kraftwerken auch die kurzfristige Wiedereinführung der Sommerzeit ab Ende 2007, die jedoch nur für drei Monate galt und danach wieder abgeschafft wurde. Weiterhin wurde ein Ministerium für Wissenschaft, Technik und Produktive Innovation gegründet.

#### Krise zwischen Regierung und Agrarverbänden (März bis Juli 2008)
Bereits in der ersten Hälfte des Jahres 2008 kam es zu einer Regierungskrise, nachdem Wirtschaftsminister Martín Lousteau am 11. März vor dem Hintergrund steigender Weltmarktpreise für Sojabohnen und Produkte aus Sonnenblumen die Erhöhung der Exportsteuern für diese Produkte per Ministerialverordnung (vergleichbar mit einem Dekret) angekündigt hatte. Die sogenannte Resolución 125 sah weiterhin vor, dass die Exportsteuersätze für zahlreiche landwirtschaftliche Produkte an den Weltmarktpreis gekoppelt würden – erhöhten sich also die Weltmarktpreise, so wären automatisch höhere Steuersätze (sogenannte retenciones móviles) entstanden. Die Interessenverbände des Agrarsektors riefen daraufhin zu unbefristeten Streiks und weiteren Protestmaßnahmen wie Straßenblockaden auf. Kirchner verteidigte am 25. März öffentlich die Exportsteuererhöhungen und kündigte an, sich keiner „Erpressung“ durch die Agrarverbände zu beugen.
Am 31. März machte die Regierung angesichts des wachsenden Unmuts in der Bevölkerung wegen der Nebenwirkungen des Streiks, insbesondere durch ein stark vermindertes Lebensmittelangebot und folglich zum Teil starken Preissteigerungen, die Steuererhöhungen für kleine und mittlere Betriebe rückgängig, indem diesen die zusätzlichen Belastungen nachträglich zurückerstattet wurden. Dies wirkte zunächst entspannend und führte zu einer neuen Verhandlungsrunde zwischen Regierung und Agrarverbänden, bei der jedoch keine Einigung erzielt werden konnte. Am 25. April trat Wirtschaftsminister Lousteau infolge der Krise zurück. Ab dem 24. Mai nahmen die Verbände den Streik wieder auf.
Am 17. Juni reichte die Regierung einen Gesetzesentwurf ein, um die Steuererhöhung demokratisch zu legitimieren. Im Kongress wurden noch einige Reformen eingearbeitet, die vor allem kleine Produzenten begünstigen sollten. Am 6. Juli nahm das Repräsentantenhaus den Entwurf mit knapper Mehrheit an, somit wurde er an den Senat weitergereicht. Bei der Abstimmung am 17. Juli kam es zu einem Patt (jeweils 36 Stimmen), so dass der Senatspräsident und Vizepräsident der Kirchner-Regierung, Julio Cobos, sich dafür entschied, mit Nein zu stimmen und so den Entwurf scheitern zu lassen.
Einen Tag später setzte die Regierung Kirchner die Resolution 125 aus und nahm damit die Exportsteuern wieder auf den Stand von 2007 zurück. Die Agrarverbände erklärten daraufhin den Konflikt für beendet, auch wenn einige Vertreter die Regierung zu Reformen zugunsten kleiner und mittlerer Produzenten aufforderten.

#### Wahlniederlage, neue Sozialprogramme und Wiederaufschwung (2009/2010)

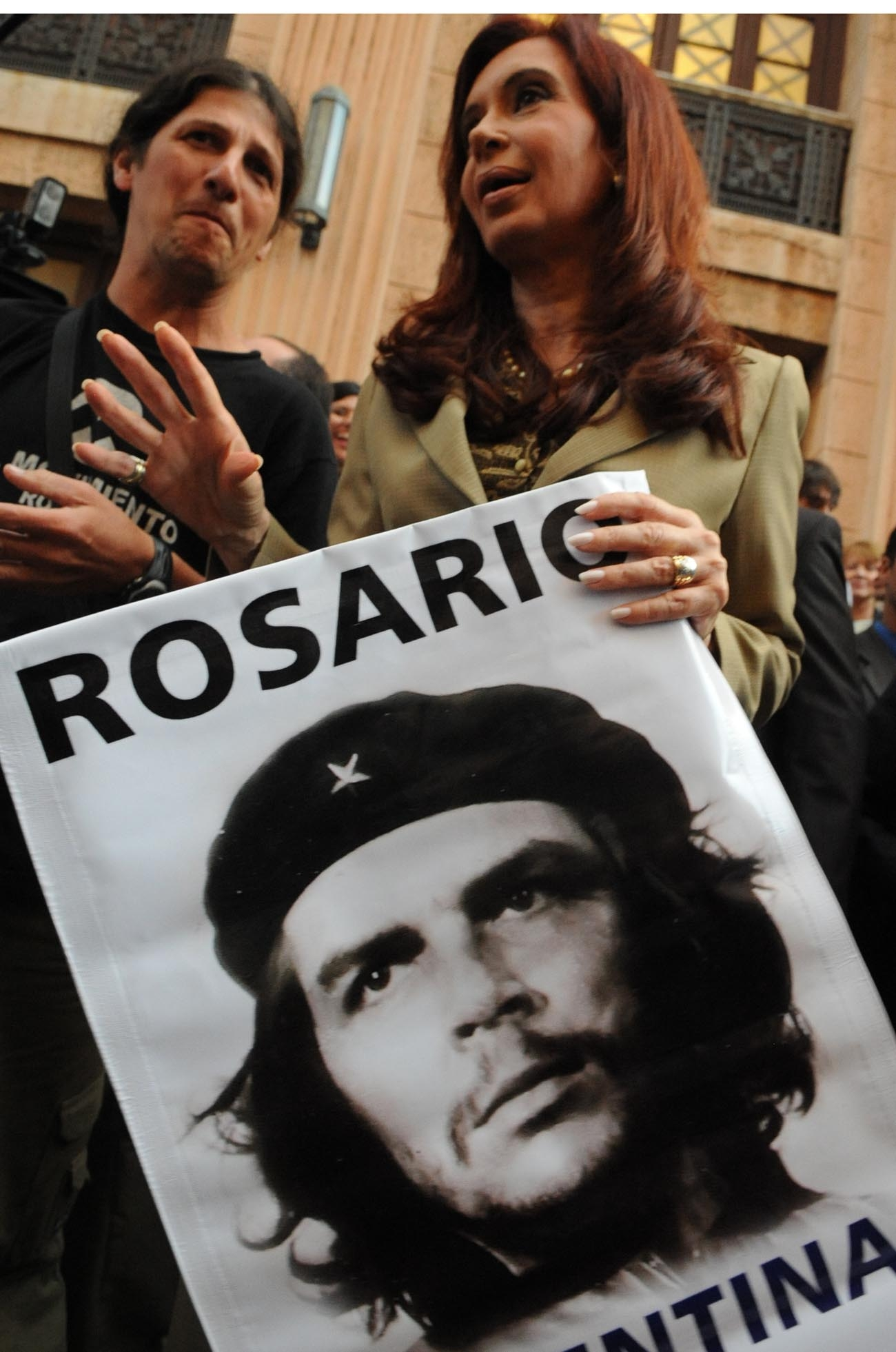
Cristina Fernández de Kirchner mit Che-Guevara-Poster in der Universität von Havanna (2009)

Während der Krise mit den Agrarverbänden sank die Popularität Kirchners stark, in einigen Umfragen 2008 und Anfang 2009 erhielt ihre Politik weniger als 25 % Zustimmung. In der Wirtschaftspolitik kam es noch vor der nächsten Wahl 2009 zu einigen großen Verstaatlichungen, darunter die der in der Rentenreform Carlos Menems entstandenen privaten Rentenversicherungsfonds (AFJP) im Dezember 2008, der Fluggesellschaft Aerolíneas Argentinas (Anfang 2009) und des Flugzeugherstellers Fábrica Militar de Aviones (März 2009).
Bei den Parlamentswahlen 2009 trat ein Teil der Peronisten, verbündet mit der konservativen Partei Propuesta Republicana unter dem Kürzel Unión-Pro, gegen die von Kirchner geführte Allianz Frente para la Victoria (FPV) an und gewann in der wichtigsten Provinz Buenos Aires sowie in der Stadt Buenos Aires, obwohl in der Provinz ihr Ehemann Néstor Kirchner als Spitzenkandidat für das Abgeordnetenhaus angetreten war. Landesweit noch erfolgreicher war das Acuerdo Cívico y Social (ACyS), eine Koalition aus ARI, UCR und Partido Socialista. Mit 31,2 % wurde laut einer Analyse der Zeitung Clarín das FPV mit seinen Alliierten landesweit zwar stärkste Kraft, lag jedoch nur 0,5 % vor dem ACyS (30,7 %), Dritter wurde Unión-Pro mit 18,7 %. Wegen der hohen Verluste verlor das FPV seine absolute Mehrheit im Abgeordnetenhaus.
Im Oktober 2009 führte die Regierung Kirchner ein Kindergeld für Bedürftige ein (Asignación Universal por Hijo), das an arbeitslose und im informellen Sektor beschäftigte Eltern von Kindern und Jugendlichen unter 18 Jahren gezahlt wird, wenn sie nachweisen, dass das Kind sich regelmäßig impfen lässt sowie Kindergarten und Schule besucht. Vor dieser Reform hatten nur formell Beschäftigte mit geringen und mittleren Löhnen ein Kindergeld erhalten. Dieses Sozialprogramm geht auf einen Gesetzesentwurf von Elisa Carrió aus dem Jahr 1997 zurück. In den meisten Studien wird dem Kindergeld eine positive Wirkung auf die Verringerung der Armut sowie das Einhalten der Schulpflicht zuerkannt, auch wenn es einzelne kritischere Stimmen gibt, die die Erfolge des Programms bezweifeln oder auf andere Faktoren zurückführen.
Weiterhin wurde die Fernsehübertragung der Fußballspiele der ersten argentinischen Liga unter der Marke Fútbol para todos (Fußball für alle) ab August 2009 auf Initiative der Regierung vom staatlichen Sender Canal 7 aufgekauft.
Infolge der hohen Inflation, die selbst nach den unter anderem vom IWF angezweifelten offiziellen Zahlen des INDEC konstant über 7 % im Jahr lag (private Schätzungen kommen seit 2011 nahezu konstant auf etwa das Doppelte der INDEC-Schätzungen), kam es zu steigenden Produktionskosten in der Wirtschaft des Landes. Um die Handelsbilanz weiterhin positiv zu halten, wurden auf Initiative des Kirchner nahestehenden Handelsstaatssekretärs Guillermo Moreno protektionistische Maßnahmen in der Handelspolitik durchgesetzt, insbesondere in Form von neuen bürokratischen Hürden bei der Erteilung von Importlizenzen (sogenannte nicht-automatische Lizenzen). Diese Politik brachte Argentinien im Laufe der Jahre 2010 und 2011 diplomatische Konflikte mit Brasilien, die jedoch zunächst beigelegt werden konnten.
Zu Kontroversen führte die Medienpolitik der Regierung Kirchners. Das Rundfunkrecht wurde im Oktober 2009 mit dem Gesetz über Dienstleistungen in der Audiovisuellen Kommunikation neu geregelt, das ein Gesetz aus der Zeit der Militärdiktatur ersetzte. Die Reform war von vielen Interessengemeinschaften und sozialen Bewegungen seit längerem gefordert worden, da das alte Dekret der Regierung starken Einfluss auf die Vergabe von Rundfunklizenzen zugestanden und beispielsweise Vereine und andere nichtkommerzielle juristische Personen generell aus dem Markt ausgeschlossen hatte. Im neuen Mediengesetz wurden ein Teil der Rundfunk-Frequenzen für nichtkommerzielle Anbieter reserviert sowie Höchstquoten für den Marktanteil einzelner Medienunternehmen im Fernseh- und Hörfunkmarkt sowie Mindestquoten für argentinische und lokale Produktionen aufgestellt. Kritiker aus den Reihen der Opposition bemängelten, das Gesetz sei vor allem darauf zugeschnitten, die Marktmacht der Clarín-Gruppe, deren Medien überwiegend regierungskritische Standpunkte vertraten, zu verringern. Positiv bewertet wurde das Gesetz dagegen unter anderem von Reporter ohne Grenzen, die Argentinien im Index der Pressefreiheit 2009 um mehrere Plätze nach oben auf Platz 47 einstufte.
Am 27. Oktober 2010 starb Kirchners Ehemann Néstor Kirchner an Herzversagen. In der Folge wuchs ihre Popularität wieder stark an, so dass sie im Vorfeld der anstehenden Präsidentschaftswahl 2011 wieder als aussichtsreichste Kandidatin galt. Jedoch ließ Kirchner ihre Entscheidung zur Wahl anzutreten bis zum 22. Juni 2011 offen. Ihre bis in das Jahr 2012 bei nahezu allen öffentlichen Auftritten getragene schwarze Trauerkleidung, rief auch international großes Medieninteresse hervor.
Kurz vor Ende der ersten Amtszeit Kirchners, bereits kurz nach der Präsidentschaftswahl, wurden durch die Regierung Devisenkontrollen eingeführt, um die 2011 angestiegene Kapitalflucht in den Dollar und andere Währungen zu unterbinden.

### Zweite Amtszeit (2011–2015)
Am 23. Oktober 2011 wurde Kirchner mit einer Mehrheit von 53 % der Stimmen als erster weiblicher Staatschef Lateinamerikas im Amt bestätigt. Am 10. Dezember 2011 leistete sie ihren Amtseid für die zweite Amtszeit. Sowohl die Devisenkontrollen als auch die protektionistischen Maßnahmen gegen Importe wurden in den Folgemonaten verschärft, was Argentinien im März 2012 scharfe Kritik der Welthandelsorganisation einbrachte.
Im Februar 2012 kam es zu einem diplomatischen Konflikt mit dem Vereinigten Königreich um die Frage der Falklandinseln. Nachdem das britische Militär einen Zerstörer zu den Inseln geschickt hatte, kündigte Kirchner eine Klage gegen die „Militarisierung“ des Südatlantiks bei den Vereinten Nationen an. In der Folge verweigerte Argentinien in mehreren Fällen das Anlegen von Schiffen unter der Flagge der Falklandinseln in argentinischen Häfen; andere lateinamerikanische Regierungen folgten der Maßnahme.
Im April 2012 brachte Kirchner einen Gesetzesentwurf in den Kongress ein, um die Ölförderungsgesellschaft YPF, deren Mehrheitsaktionär seit 1998 das spanische Unternehmen Repsol war, teilzuverstaatlichen. Dieser Schritt rief Proteste und die Ankündigung von Handelssanktionen von Seiten der spanischen Regierung hervor. Die Verstaatlichung wurde Anfang Mai 2012 vom Kongress mit großer Mehrheit verabschiedet und in der Folge umgesetzt.
Ein wachsender Unmut großer Teile der Bevölkerung über Korruptionsskandale, eine als gestiegen empfundene Kriminalität, eine wieder ansteigende Arbeitslosigkeit sowie die auf Kritik mit Unverständnis reagierende Regierung Kirchners entlud sich im September sowie erneut im November 2012 in landesweiten großen Demonstrationen mit insgesamt mehreren Hunderttausend Teilnehmern.
Im Zuge der Überwachungs- und Spionageaffäre 2013 kritisierte Kirchner die USA stark. Nach der erzwungenen Landung des bolivianischen Präsidenten verlangte sie die Einberufung einer außerordentlichen UNASUR-Sitzung, um gegen das verhängte Überflugverbot des bolivianischen Präsidentenflugzeugs durch mehrere europäische Staaten zu protestieren.
Im Oktober und November 2013 nahm Kirchner sechs Wochen lang aus gesundheitlichen Gründen – wegen eines Blutergusses im Schädelbereich – Urlaub; während dieser Zeit hatte Vizepräsident Amado Boudou die Amtsgewalt inne. Bei den Parlaments-Zwischenwahlen im Oktober 2013 erlitten Kirchners Parteienallianz Frente para la Victoria und ihre Verbündeten eine hohe Niederlage, vor allem infolge der Abspaltung des Frente Renovador, eines Teils des Partido Justicialista unter der Führung von Sergio Massa.
Kurz nach der Wahlniederlage und noch vor Start der neuen Legislaturperiode wurde die Regierung umgebildet: Jorge Capitanich wurde neuer Kabinettschef, der bisherige Staatssekretär Axel Kicillof übernahm das wichtige Amt des Wirtschaftsministers. Der langjährige Handels-Staatssekretär Guillermo Moreno, der unter anderem die Devisenkauf- und Importrestriktionen eingeführt hatte und hinter den vermuteten Manipulationen des Preisindex des INDEC stand, reichte seinen Rücktritt ein.
Nachdem die Zentralbank bis zum 25. Januar 2014 eine Abwertung des Argentinischen Peso um mehr als 18 Prozent zugelassen hatte, lockerte die Regierung Kirchner am 27. Januar die Devisenrestriktionen und erlaubte Privatpersonen unter bestimmten Bedingungen wieder den Erwerb von Devisen als Geldanlage.
Zum Ende ihrer Amtszeit 2015 befand sich Argentinien in der Rezession. Bei der Präsidentschaftswahl 2015 unterlag Kirchners Parteifreund Daniel Scioli in der Stichwahl am 22. November 2015 mit 48,6 Prozent seinem liberalkonservativen Herausforderer Mauricio Macri, dem bisherigen Bürgermeister von Buenos Aires, der auf 51,4 Prozent der Stimmen kam und am 10. Dezember 2015 als Nachfolger Kirchners vereidigt wurde.

### Senatorin ab 2017 und Vizepräsidentin 2019 bis 2023
Nach Ende ihrer Präsidentschaft war sie ab dem 10. Dezember 2017 Abgeordnete im Argentinischen Nationalkongress (Senado de la Nación Argentina) für die Provinz Buenos Aires.
Am 18. Mai 2019 erklärte Fernández de Kirchner, dass sie entgegen der Erwartungen nicht selber als Präsidentschaftskandidatin bei den Wahlen 2019 antreten wolle. Stattdessen wolle sie als Vizepräsidentschaftskandidatin unter dem Kandidaten Alberto Fernández antreten. Ihr politisches Verhältnis mit Alberto Fernández, der 2007 bis 2008 ihr Kabinettschef gewesen war, galt als belastet. Beide traten als Kandidaten der Wahlallianz Frente de Todos an. In den Vorwahlen erhielten sie 47 % der Wählerstimmen, während Amtsinhaber Mauricio Macri lediglich auf 32 % Zustimmung kam. Bei den Wahlen im Oktober 2019 siegten Fernández / Fernández mit 48,10 % der Stimmen und übernahmen die Regierungsgeschäfte am 10. Dezember 2019 (bis 10. Dezember 2023). Als Vizepräsidentin galt Fernández de Kirchner wegen ihrer Zustimmung beim Volk und ihrer Verbindungen zu sozialen Bewegungen, Gewerkschaften und Parteigruppen (wie die ihr treu ergebene Jugendorganisation La Cámpora) als eigentlicher Kopf der Regierung.
Anfang September 2022 überlebte sie einen Mordanschlag. Im Dezember 2022 wurde Fernández de Kirchner erstinstanzlich zu sechs Jahren Haft wegen Veruntreuung öffentlicher Mittel verurteilt.

## Vorwurf der Strafvereitelung im Amt und Freispruch
Am 14. Januar 2015 klagte Alberto Nisman, Sonderstaatsanwalt im Fall des Anschlags auf das jüdische Gemeindehaus 1994 in Buenos Aires, Fernández de Kirchner an. Die iranische Regierung lieferte die beschuldigten Staatsbürger nicht aus. Deshalb verhandelte der damalige argentinische Außenminister Timerman mit dem Iran ein danach nicht in Kraft getretenes Abkommen aus. Es sollte Nisman ermöglichen, die Beschuldigten im Iran zu befragen und sah die Einsetzung einer gemeinsamen „Wahrheitskommission“ vor. Nisman warf Kirchner deswegen vor, die Verfolgung der iranischen Hauptverdächtigen sabotiert zu haben. Am Tag, an dem Nisman seine Anklage im Parlament von Buenos Aires erläutern sollte, wurde er tot in seiner Wohnung aufgefunden.
Der Journalist Facundo Pastor schlussfolgerte aus Depeschen der US-Botschaft, dass Nisman sämtliche rechtliche Schritte mit der US-Botschaft kommunizierte. Vor seinem Tod hatte Nisman laut Pastor jedoch die Unterstützung der US-Regierung verloren. Nisman erkannte demnach, dass er aus den USA keine Beweise für seine Anklage erhielte und stand mit leeren Händen da. Der Filmautor Justin Webster befragte für eine 2020 veröffentlichte Netflix-Dokumentation zahlreiche Zeugen und Experten zum AMIA-Anschlag und den darum rankenden Justiz- und Geheimdienstaffären. Jens Glüsing für das Magazin Der Spiegel schlussfolgerte aus der Dokumentation, dass die Beweislage von Nisman gegen Kirchner dünn gewesen und ein Suizid die plausibelste Erklärung sei; dies ergebe sich auch aus den eigenen Recherchen. Nisman erscheine als Marionette im Intrigenspiel der Geheimdienste. Der israelische Geheimdienst Mossad kam in seiner internen (und von der New York Times 2022 teils veröffentlichten) Untersuchung zu dem Schluss, dass die argentinische Regierung nicht in irgendeiner Weise in den Anschlag involviert sei und beschuldigte die Hisbollah, den Anschlag als Rache für Aktionen des israelischen Militärs im Libanon verübt zu haben.
Gerardo Pollicita übernahm als Nachfolger von Nisman die Klage gegen Kirchner, das zuständige Gericht wies die Anklage zurück. Auch das Berufungsgericht bezeichnete nach einer Beschwerde der Staatsanwaltschaft gegen diese Abweisung die Anklage als „spekulativ“ und lehnte die Zulassung ebenfalls ab. Laut Nisman hatte der Richter Claudio Bonadio ihn mit Morddrohungen für den Fall unter Druck gesetzt. Bonadio übernahm nun den Fall und erließ im Dezember 2017 einen Haftbefehl gegen Cristina Kirchner und 11 weitere Personen wegen „Hochverrats“ aufgrund der mutmaßlichen Verschleierung des Amia-Anschlags. Die Bundesstrafkammer sprach Cristina Kirchner und ihre Beamten im Oktober 2021 vom Vorwurf frei, die Verantwortlichen für den Bombenanschlag gedeckt zu haben.

## Verurteilung wegen Veruntreuung öffentlicher Mittel
2009 wurde bekannt, dass das Privatvermögen von Fernández de Kirchner und ihrem Ehemann im Jahr davor um 158 % und seit dem Amtsantritt von Néstor Kirchner um insgesamt 572 % angewachsen war. Das widersprach ihren Angaben, die sie beim Aufkommen erster Korruptionsvorwürfe gemacht hatten. Im Zuge von Ermittlungen der Antikorruptionsbehörde wurde insbesondere die Entwicklung des Kirchner-Vermögens im ersten Jahr nach dem Beginn der Präsidentschaft von Cristina Fernández de Kirchner untersucht. Die Einstellung der Untersuchung gegen die Kirchners galt in Argentinien als höchst umstritten.
Néstor Kirchners ehemalige Sekretärin Miriam Quiroga gab in einem Interview im Mai 2013 an, dass Cristina Fernández de Kirchner in ein korruptes Netzwerk des ehemaligen Präsidenten involviert gewesen sei, das unter anderem Geldwäsche und illegalen Waffenhandel betrieb. Der mit der Familie Kirchner befreundete Bauunternehmer Lázaro Báez wurde beschuldigt, einer der Kirchner-Strohmänner zu sein, die mit Hilfe von mehr als 50 Unternehmen über 55 Millionen Euro, die durch Bestechung und überhöhte Rechnungen an den Staat generiert wurden, über Schweizer Banken gewaschen haben sollen. Nach Angaben der Staatsanwaltschaft erhielt der Báez-Konzern 80 % aller öffentlichen Straßenbauaufträge in Kirchners Heimatprovinz Santa Cruz (rund 1,8 Mrd. Euro). Im März 2018 eröffnete ein Richter ein Verfahren wegen Betrugs und Bildung einer kriminellen Vereinigung.
Am 6. Dezember 2022 wurde Fernández de Kirchner erstinstanzlich zu sechs Jahren Haft wegen Veruntreuung öffentlicher Mittel verurteilt. Außerdem wurde eine lebenslange Sperre für öffentliche Ämter verhängt. Ob sie tatsächlich eine Haftstrafe antreten werde, galt als unsicher, da sie aufgrund ihres Regierungsamtes Immunität genoss und sie und ihre Mitangeklagten in Berufung gingen. Im November 2024 wurde das Urteil gegen Kirchner und der mit ihr verurteilten Personen durch das Kassationsgericht bestätigt, aber auch diese Entscheidung war zunächst noch nicht endgültig. Am 10. Juni 2025 wies der Oberste Gerichtshof in Buenos Aires die Rechtsmittel Kirchners zurück und bestätigte damit das erstinstanzliche Urteil von 2022. Zudem wurde der zu diesem Zeitpunkt 72-Jährigen lebenslang die Ausübung öffentlicher Ämter untersagt. Aufgrund ihres Alters kann sie die Haftstrafe im Hausarrest verbüßen.

## Mordanschlag
Am Abend des 1. Septembers 2022 wurde Kirchner vor ihrer Wohnung in Buenos Aires mit einer Pistole bedroht. Mehrere Medien berichteten, der Täter habe auf den Kopf Kirchners gezielt und mindestens einmal abgedrückt. Die Pistole hatte offenbar eine Ladehemmung; sie war nach Angaben der Ermittler geladen. Bei dem Mann handelte es sich um einen 35-jährigen Brasilianer mit rechtsextremem Hintergrund, der seit seiner Kindheit in Argentinien lebt. Er wurde überwältigt und festgenommen. Laut Präsident Fernández verhinderte lediglich ein technischer Fehler an der Waffe das Gelingen des Mordanschlags. Er bezeichnete den Vorfall als „das Schwerwiegendste“, was in Argentinien seit der Wiederherstellung der Demokratie im Jahr 1983 passiert sei. Vor der Tat hatten sich vor dem Anwesen Kirchners im nördlichen Stadtteil Recoleta chaotische Szenen abgespielt. Zahlreiche Anhänger der Vizepräsidentin kampierten als Unterstützung für die Politikerin auf der Straße. Grund für die Mobilisierungen war die Anklage gegen Kirchner im Korruptionsprozess um den Bauunternehmer Lázaro Báez. Einen Tag nach dem Anschlag gingen Zehntausende der Anhänger Kirchners auf die Straße.

## Film
In Oliver Stones Dokumentarfilm South of the Border aus dem Jahr 2009 wird auch Cristina Fernández de Kirchner neben weiteren lateinamerikanischen Regierungschefs interviewt.